# Grijskophoningeter
De grijskophoningeter (Ptilotula keartlandi; synoniem: Lichenostomus keartlandi) is een zangvogel uit de familie Meliphagidae (honingeters). Deze vogel is genoemd naar de Australische ornitholoog George Arthur Keartland (1848-1926).

## Verspreiding en leefgebied
Deze soort is endemisch in westelijk en centraal Australië.

## Status
De grootte van de populatie is niet gekwantificeerd maar de soort wordt omschreven als algemeen. Op de Rode lijst van de IUCN heeft deze soort de status niet bedreigd.